# Ohodnocení akcií
V prostředí finančních trhů je ohodnocení akcií metodou, s jejíž pomocí se vypočítá cena společností a jejich akcií. Hlavní využití nachází tato metoda při předpovídání budoucího vývoje tržních cen. Cílem je získat na transakcích spojených s pohybem cen zisk. To znamená nakupovat akcie, které jsou s využitím metody ohodnocení akcií považovány za podhodnocené, a později až jejich cena stoupne, je za vyšší cenu prodat. Nebo naopak prodávat ty akcie, jejichž cena je nadhodnocená.
Investoři do akcií se vždy snaží získat co nejvyšší výnosy. K tomu jim napomáhá právě ohodnocení akcií. To se děje jak v mysli každého investora, tak na samotném trhu. Na akciovém trhu jsou akcie obchodovány za tržní cenu vytvářenou trhem, který reaguje na poptávku a nabídku.
Každý investor pak obvykle provádí vlastní ohodnocení akcie. Snaží se tak odhadnout výhodnost nákupu v daném čase. Během dlouhé historie se vyvinuly tři hlavní přístupy k oceňování akcií:
1. Technická analýza - Nejstarší přístup, vzniká již v 18. století v Asii. Technická analýza počítá s faktem, že trh diskontuje veškeré informace a kurzy se vyvíjí v trendech. Důležité jsou zejména minulé pohyby kurzů a objemy obchodů, které investorovi poskytnou odpověď na otázku, kdy vstupovat do pozice, či pozici uzavřít (timing, časování trhu).
2. Psychologická analýza je založena na předpokladu, že investování je ve značné míře ovlivněno emocemi. Předmětem zkoumání není cenný papír, ale člověk sám. Ten je při investicích často ovlivněn davem, či citovými pohnutkami a nemusí vždy jednat racionálně. K úspěšnému využití psychologické analýzy jsou často nutné vrozené predispozice.
3. Fundamentální analýza jde nejvíce do hloubky konkrétní firmy. Snaží se najít správnou vnitřní cenu akcie pomocí zkoumání kurzotvorných faktorů a informací, které jsou přístupné veřejnosti. Jedná se o ekonomická, účetní, statistická data, stejně jako politické, historické a demografické faktory. Odvozenou cenu pak investor porovnává s aktuálním oceněním na finančních trzích: Cílem je odpověď na otázku, zdali je akcie správně ohodnocena, anebo zda je podhodnocena, či nadhodnocena.